# 마르가레테 폰 외스터라이히 여대공 (1480년)
오스트리아의 마르가레테(Margarete d'Austria) 또는 마르그리트 도트리슈(Marguerite d'Autriche, 1480년 1월 10일 ~ 1530년 12월 1일)는 신성 로마 제국의 황제 막시밀리안 1세와 부르고뉴 여공작 마리의 장녀이다. 형제로는 오빠 미남공 필리프가 있다. 그녀의 조카 중에는 신성로마 황제가 되는 카를 5세와 페르디난트 1세가 있다.

## 생애
2살되던해인 1482년에 어머니 마리가 낙마사고로 사망한후 어머니의 계모인 요크의 마거릿의 손에서 자랐다. 어머니 마리가 사망한후 프랑스와 벌어진 영토분쟁을 해결하기 위해 양국은 같은해 12월 23일에 아라스 조약을 맺고 영토분쟁을 해결하였다. 또한 이때 마르가레테와 프랑스 왕 루이 11세의 장남 샤를(훗날 샤를 8세)와 약혼하였다.
1483년 3살이 된 마르게리타는 프랑스의 왕위 계승자 샤를 8세와 프랑스로 건너갔고 앙부아즈 성에서 샤를 8세의 누이 안 드 보주의 교육을 받았다.
1491년, 샤를 8세가 브르타뉴 공국의 영토를 손에 넣기 위해 마르게리타의 아버지인 막시밀리안 1세의 약혼자 안 드 브르타뉴와 결혼하며 마르게리타와의 결혼을 무효화했다.
1497년 마르게리타는 스페인의 왕태자 후안과 결혼했다. 남편 후안은 페르난도 2세와 이사벨 1세 사이에서 태어난 장남으로 마르게리타의 오빠인 필리프 1세의 아내 광녀 후아나의 오빠였다.
그러나 남편 안은 결혼한 지 1년도 되지 않아 죽었다. 마르게리타는 1501년 사보이아 공작 필리베르토 2세와 세 번째로 결혼을 했지만 그 또한 1504년 병사했다. 이후 마르게리타는 더 이상 결혼하지 않고 네덜란드 총독을 지내며 카를(훗날 카를 5세)을 비롯한 조카들을 돌보았다.